# Sušice (Zlín)
Sušice é uma comuna checa localizada na região de Zlín, distrito de Uherské Hradiště.